# Volenti non fit iniuria
Volenti non fit iniuria (łac. chcącemu nie dzieje się krzywda) – paremia prawnicza sformułowana przez Ulpiana Domicjusza, która mówi, że jeśli ktoś dobrowolnie naraża się na szkodę, wiedząc, że ta szkoda może nastąpić, to nie będzie mógł wnieść skargi przeciwko innym stronom. Zasada ta dotyczy tylko ryzyka, które osoba mogłaby uznać za wynikające ze swojego działania, np. pięściarz przyzwala na uderzenia pięścią i liczy się z ewentualnymi urazami, ale nie przyzwala na uderzenia niezgodne z zasadami boksu.
W polskim systemie prawnym paremia nie jest zasadą prawa, ale sporadycznie odwołują się do niej sądy w uzasadnieniach.